# Бурбонн-ле-Бен
Бурбо́нн-ле-Бен (фр. Bourbonne-les-Bains) — коммуна во Франции, в регионе Гранд-Эст, департамент Верхняя Марна. Население — 1977 человек (2019).
Коммуна расположена на расстоянии около 270 км восточнее Парижа, 155 км юго-восточнее Шалон-ан-Шампань, 50 км восточнее Шомона.
Климат горный, умеренный, но изменчивый; местоположение весьма привлекательное. Средняя температура лета 17,5°.

## История
До 2015 года муниципалитет находился в составе региона Шампань — Арденны. С 1 января 2016 года относится к новому объединённому региону Гранд-Эст.